# Rafael María de Aguilar y Ponce de León

Rafael María de Aguilar Ponce de León y Fernández de Santillán (Écija, 10 de julio de 1714; Manila, 8 de agosto de 1806), fue un militar español y también caballero de la Orden de Alcántara, Gobernador General de las Islas Filipinas entre los años  1793 y 1806. Gobernó durante el más dilatado período de tiempo, optando por mejorar la administración mediante una política reformista. Fallece ocupando el cargo.
Astigitano fundador de la provincia de Nueva Écija.

## Gobierno de Filipinas
El 2 de septiembre de 1793 fue nombrado gobernador.Además fue fundador de Nueva-Écija
Con motivo de la guerra con los ingleses, refuerza Aguilar las fortificaciones del Archipiélago, aumenta la marina, forma un apostadero en la isla de  Corregidor, y pone diez mil hombres sobre las armas.
Adicionalmente creó en Manila distintos cuerpos militares tanto de ingenieros como de línea y milicia aumentando también la artillería. Entre los regimientos se contaba uno de flecheros y otro de húsares, llamados de Aguilar.
También edificó en Manila un magnífico hospicio para asilo de mendigos, e introdujo el uso de la vacuna que hacía administrar gratuitamente.
En 1794, con la intención de atender la expansión de la industria naval y la demanda de nuevos buques de guerra, establece el Astillero de La Barraca en la ciudad de Binondo. En septiembre de este mismo año facultó a los alcaldes mayores para nombrar maestros y crear nuevas escuelas.
En 1796 llegan los navíos San Pedro, Montañés y Europa con las fragatas Fama y Pilar al mando de Ignacio María de Álava, quien queda como jefe de la escuadra, que, además de los buques citados, se compone de tres fragatas llegadas en año anterior.
Este mismo año consigue trasladar el astillero de San Blas de California al puerto de Cavite.
De 1796 data la creación de los dos primeros regimientos de tropas nativas profesionales: Granaderos de Luzón y Granaderos de Batangas, así como de otros cinco batallones de milicias.
En 1797 la flota de Álava persigue a un convoy inglés. Aguilar sufre la pérdida del navío San Andrés en las costas de Albay.
En 1798 una escuadra inglesa fue rechazada en Zamboanga, salvando la plaza su gobernador Raymundo Español. Los moros aslatan Baler, Casigurán y Palanán.
Promueve en 1799 un Bando regulando el empadronamiento de los indígenas u y otro prohibiendo la extracción de moneda de plata menuda. La fragata Pilar llega con un socorro de 1.200.000 pesos.
En 1800 crea la Comandancia de Marina de Filipinas y también prohíbe la residencia de extranjeros en el Archipiélago. En 1801 reimprime las Ordenanzas de Buen Gobierno de José Antonio Raón Gutiérrez. En 1802 suprime el astillero de La Barraca.
En 1803 para fomentar la isla de Mindoro envía un corregidor. No puede impedir que los ingleses ocupen otra vez la isla de Bagambangam que no bandonana hasta 1806.
En 1805 rechaza el ataque inglés a Zamboanga. Comisiona a Sainte Croix para reconocer las minas de oro de Mambulao en la provincia de Camarines. Por Real Orden se decreta la total independencia de la Aduana de Manila.
Ee 1806 crea dos secciones de granaderos de Marina, de 150 hombres cada una.

## Modernización de Manila
Rafael de Aguilar se propuso modernizar la ciudad de Manila con la pavimentación e iluminación de sus calles, la construcción de diversas obras públicas y la fundación de instituciones culturales o de carácter filantrópico, entre las que destacó el Ateneo Municipal (1804).

## Expedición de la vacuna
En septiembre de 1805, Francisco Javier Balmis, al frente de la  Real Expedición Filantrópica de la Vacuna,  zarpó a bordo del Magallanes del puerto de Acapulco en dirección a Manila desde donde difundió la vacuna de la viruela por Macao y Cantón en la China. Aguilar inicia las vacunaciones con sus hijos que continúan en Manilas e islas adyacentes. En esta ciudad se redacta el reglamento para la perpetuación del fluido.